# Gynoplistia (Gynoplistia) bicolor dillmani
Gynoplistia (Gynoplistia) bicolor dillmani is een ondersoort van de tweevleugelige Gynoplistia (Gynoplistia) bicolor uit de familie steltmuggen (Limoniidae). De ondersoort komt voor in het Neotropisch gebied.